# Bromuro de etilo

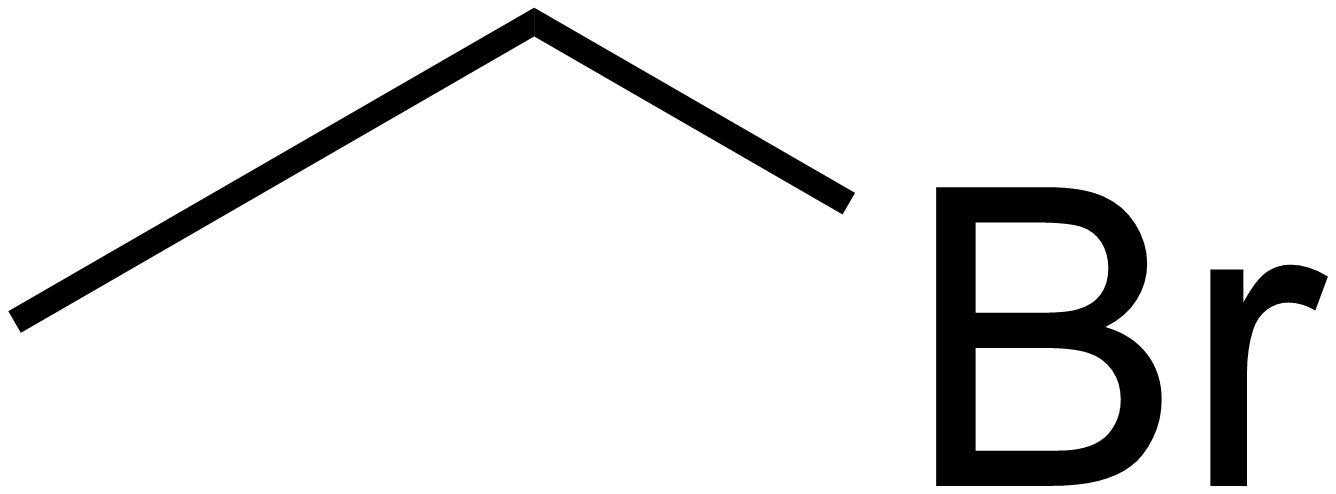
Bromuro de etilo

El bromuro de etilo es una sustancia tóxica utilizada como antidetonante en la gasolina que ocupan los automotores. Su fórmula química es {\displaystyle C_{2}H_{5}Br}.
Normalmente, durante la combustión se combina este compuesto con otro antidetonante, el tetraetilplomo {\displaystyle (C_{2}H_{5})_{4}Pb} y es cuando el {\displaystyle Br_{2}} se combina con el plomo para formar {\displaystyle PbBr_{2}}, volátil que se escapa con los gases quemados hacia el ambiente, contaminándolo.
- Datos: Q412245
- Multimedia: Bromoethane / Q412245